# Campionati europei giovanili di nuoto 1990
I XVII Campionati europei giovanili di nuoto e tuffi si sono disputati per la prima vola in due sedi separate per il nuoto ed i tuffi, rispettivamente  Dunkerque per il nuoto e Francoforte sul Meno per i tuffi dal 19 luglio al 29 luglio 1990.
Hanno partecipato alla manifestazione le federazioni iscritte alla LEN; questi i criteri di ammissione:
- le nuotatrici di 14 e 15 anni (1976 e 1975) e i nuotatori di 16 e 17 (1974 e 1973)
- le tuffatrici e i tuffatori di 16, 17 e 18 anni (1974, 1973 e 1972) per la categoria "A"; Le ragazze e i ragazzi di 14 e 15 anni (1976 e 1975) per la categoria "B".

## Podi

### Uomini
| Evento                | Oro                                                                      | Tempo    | Argento                                                            | Tempo    | Bronzo                 | Tempo    |
| Stile libero          |                                                                          |          |                                                                    |          |                        |          |
| 100 m                 | Antti Kasvio                                                             | 51"59    | Lionel Poirot                                                      | 51"67    | Markus Dicke           | 52"16    |
| 200 m                 | Antti Kasvio                                                             | 1'50"60  | Evgenij Sadovyj                                                    | 1'51"20  | Lionel Poirot          | 1'52"72  |
| 400 m                 | Evgenij Sadovyj                                                          | 3'54"26  | Antti Kasvio                                                       | 3'56"81  | Paul Palmer            | 3'59"34  |
| 1500 m                | Denis Pankratov                                                          | 15'37"71 | Piermaria Siciliano                                                | 15'43"26 | Zoltán Kade            | 15'44"17 |
| Dorso                 |                                                                          |          |                                                                    |          |                        |          |
| 100 m                 | Ralf Braun                                                               | 57"81    | Florian Wenck                                                      | 57"91    | Eric Rebourg           | 58"37    |
| 200 m                 | Lars Kalenka                                                             | 2'03"16  | Jani Sievinen                                                      | 2'03"59  | Eric Rebourg           | 2'03"60  |
| Rana                  |                                                                          |          |                                                                    |          |                        |          |
| 100 m                 | Andrej Korneev                                                           | 1'04"09  | Marco Van Brummelen                                                | 1'04"50  | Frederik Deburghgraeve | 1'05"33  |
| 200 m                 | Andrej Korneev                                                           | 2'16"29  | Denis Grishin                                                      | 2'18"58  | Frederik Deburghgraeve | 2'19"94  |
| Farfalla              |                                                                          |          |                                                                    |          |                        |          |
| 100 m                 | Roman Shegolev                                                           | 56"04    | Luca Belfiore                                                      | 56"05    | Roger Font             | 56"38    |
| 200 m                 | Denis Pankratov                                                          | 2'01"77  | Roman Shegolev                                                     | 2'03"12  | Christian Robinson     | 2'03"90  |
| Misti                 |                                                                          |          |                                                                    |          |                        |          |
| 200 m                 | Jani Sievinen                                                            | 2'05"41  | Sergei Grabalin                                                    | 2'06"26  | Robert Seibt           | 2'07"46  |
| 400 m                 | Marcin Maliński                                                          | 4'25"84  | Jani Sievinen                                                      | 4'28"04  | Robert Seibt           | 4'29"23  |
| Staffette             |                                                                          |          |                                                                    |          |                        |          |
| 4 x 100m stile libero | FranciaJean-Laurent Graye Gildas Anglionin Lionel Poirot Frédéric Fabron | 3'28"41  | Germania Ovest                                                     | 3'29"23  | Finlandia              | 3'29"58  |
| 4 x 200m stile libero | Unione SovieticaRoman Shegolev Denis Pankratov Dubrovin Evgenij Sadovyj  | 7'32"00  | FranciaLionel Poirot Bruno Orsoni Gildas Anglionin Frédéric Fabron | 7'32"33  | Finlandia              | 7'39"37  |
| 4 x 100m mista        | Unione SovieticaOiase Andrej Korneev Roman Shegolev Evgenij Sadovyj      | 3'49"72  | FranciaEric Rebourg Vladimir Latoche Olivier Corpel Lionel Poirot  | 3'52"46  | Finlandia              | 3'52"48  |

### Donne
| Evento                | Oro                                                         | Tempo   | Argento            | Tempo   | Bronzo             | Tempo   |
| Stile libero          |                                                             |         |                    |         |                    |         |
| 100 m                 | Annette Hadding                                             | 56"80   | Ricarda Nagel      | 57"20   | Olga Kirichenko    | 58"85   |
| 200 m                 | Sandra Gutsche                                              | 2'03"28 | Beatrice Coada     | 2'03"47 | Kirsten Vlieghuis  | 2'04"62 |
| 400 m                 | Sandra Gutsche                                              | 4'15"02 | Alessandra Pennati | 4'18"28 | Giuliana Fiscon    | 4'19"55 |
| 800 m                 | Sandra Gutsche                                              | 8'46"48 | Beatrice Coada     | 8'51"17 | Giuliana Fiscon    | 8'52"73 |
| Dorso                 |                                                             |         |                    |         |                    |         |
| 100 m                 | Kristina Rjabtseva                                          | 1'04"70 | Susanne Krause     | 1'04"77 | Claudia Stanescu   | 1'05"28 |
| 200 m                 | Kristina Rjabtseva                                          | 2'16"61 | Szandra Fekete     | 2'17"78 | Susanne Krause     | 2'18"22 |
| Rana                  |                                                             |         |                    |         |                    |         |
| 100 m                 | Jana Dörries                                                | 1'12"15 | Anna Patkina       | 1'12"33 | Audrey Guerit      | 1'12"73 |
| 200 m                 | Audrey Guérit                                               | 2'32"69 | Darja Shmeliova    | 2'34"38 | Anna Patkina       | 2'34"42 |
| Farfalla              |                                                             |         |                    |         |                    |         |
| 100 m                 | Elena Talalaeva                                             | 1'03"00 | Szilvia Szalai     | 1'03"11 | Malin strömberg    | 1'03"19 |
| 200 m                 | Szilvia Szalai}                                             | 2'16"81 | Myriam Amadori     | 2'17"66 | Patricia Crasteanu | 2'18"41 |
| Misti                 |                                                             |         |                    |         |                    |         |
| 200 m                 | Beatrice Coada                                              | 2'19"61 | Sandra Gutsche     | 2'20"25 | Darja Shmeliova    | 2'22"43 |
| 400 m                 | Beatrice Coada                                              | 4'52"59 | Dana Chalupová     | 4'57"33 | Simona Dal Pont    | 4'57"95 |
| Staffette             |                                                             |         |                    |         |                    |         |
| 4 x 100m stile libero | Germania EstRicarda Nagel Hubner Gartner Sandra Gutsche     | 3'53"56 | Germania Ovest     | 3'55"32 | Paesi Bassi        | 3'56"60 |
| 4 x 200m stile libero | Germania EstBeier Hubner Gartner Sandra Gutsche             | 8'24"68 | Italia             | 8'29"64 | Paesi Bassi        | 8'30"09 |
| 4 x 100m mista        | Germania EstSusanne Krause Jana Dörries Beier Ricarda Nagel | 4'17"29 | Germania Ovest     | 4'21"20 | Ungheria           | 4'22"40 |

### Tuffi
| Evento                  | Oro              | Punti  | Argento         | Punti  | Bronzo           | Punti  |
| Uomini - categoria "A"  |                  |        |                 |        |                  |        |
| trampolino 3m           | Zhogol           | 548,85 | Thoralf Förster | 540,85 | Holger Schlepps  | 520,85 |
| piattaforma             | Dimitrij Sautin  | 664,55 | Tony Ali        | 511,70 | Neuss            | 505,75 |
| Ragazzi - categoria "B" |                  |        |                 |        |                  |        |
| trampolino 3m           | Marco Thrandorf  | 358,30 | Andreas Wels    | 341,30 | Frece            | 333,65 |
| piattaforma             | Frece            | 258,50 | Andreas Wels    | 254,70 | Kopp             | 251,35 |
| Donne - categoria "A"   |                  |        |                 |        |                  |        |
| trampolino 3m           | Elena Ivanova    | 473,10 | Claudia Bockner | 472,30 | Dörte Lindner    | 471,70 |
| piattaforma             | Jana Eichler     | 378,25 | Pisareva        | 373,55 | Dörte Lindner    | 365,80 |
| Ragazze - categoria "B" |                  |        |                 |        |                  |        |
| trampolino 3m           | Conny Schmalfuss | 349,50 | Natalya Chikina | 314,70 | Kasch            | 307,75 |
| piattaforma             | Natalya Chikina  | 277,70 | Schultz         | 258,25 | Conny Schmalfuss | 246,75 |

## Medagliere
- Nuoto

| Posizione | Paese            | Oro | Argento | Bronzo | Totale |
| --------- | ---------------- | --- | ------- | ------ | ------ |
| 1         | Unione Sovietica | 11  | 6       | 3      | 20     |
| 2         | Germania Est     | 8   | 3       | 3      | 14     |
| 3         | Finlandia        | 3   | 3       | 3      | 9      |
| 4         | Romania          | 3   | 2       | 2      | 7      |
| 5         | Germania Ovest   | 2   | 4       | 1      | 7      |
| 6         | Francia          | 2   | 3       | 4      | 9      |
| 7         | Polonia          | 1   | 0       | 0      | 1      |
| 8         | Italia           | 0   | 5       | 3      | 8      |
| 9         | Ungheria         | 0   | 2       | 2      | 4      |
| 10        | Paesi Bassi      | 0   | 1       | 3      | 4      |
| 11        | Cecoslovacchia   | 0   | 1       | 0      | 1      |
| 12=       | Gran Bretagna    | 0   | 0       | 2      | 2      |
| 12=       | Belgio           | 0   | 0       | 2      | 2      |
| 14=       | Spagna           | 0   | 0       | 1      | 1      |
| 14=       | Svezia           | 0   | 0       | 1      | 1      |
| Totale    |                  | 30  | 30      | 30     | 90     |

- Tuffi

| Posizione | Paese            | Oro | Argento | Bronzo | Totale |
| --------- | ---------------- | --- | ------- | ------ | ------ |
| 1         | Unione Sovietica | 4   | 2       | 0      | 6      |
| 2         | Germania Est     | 3   | 5       | 5      | 13     |
| 3         | Austria          | 1   | 0       | 1      | 2      |
| 4         | Gran Bretagna    | 0   | 1       | 0      | 1      |
| 5         | Germania Ovest   | 0   | 0       | 2      | 2      |
| Totale    |                  | 8   | 8       | 8      | 24     |